# رافائل لوسانو
رافائل لوسانو (اسپانیایی: Rafael Lozano‎؛ زادهٔ ۲۴ ژانویهٔ ۱۹۷۰) بوکسور اهل اسپانیا بود.